# Kami Anna

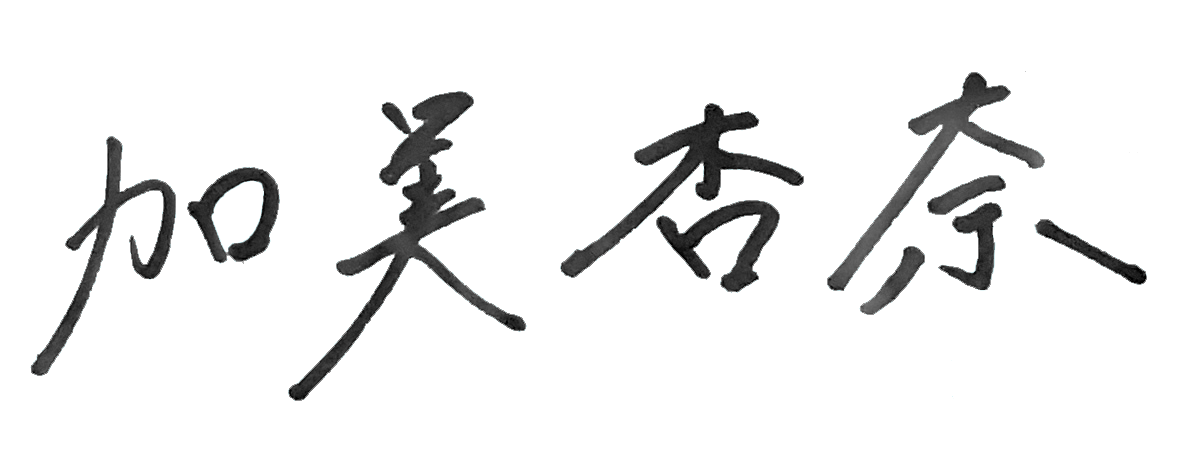
Chữ kí (năm 2020)

Kami Anna (加美 杏奈 (Gia-Mĩ Hạnh-Hà) 1 tháng 9 năm 1996 –) là một nữ diễn viên khiêu dâm người Nhật Bản. Cô thuộc về công ti Mines.

## Sự nghiệp
- 13/1/2020, cô ra mắt ngành phim khiêu dâm với tư cách là nữ diễn viên độc quyền của Idea Pocket với khẩu hiệu "Một cô gái xinh đẹp cỡ thần thánh đã được chọn là độc quyền lớn của Idea Pocket!" và phim "FIRST IMPRESSION 138 Kami Anna Nụ cười và SEX quá tuyệt, và hợp đồng lớn đã kí!" (FIRST IMPRESSION 138 笑顔もSEXも最高過ぎて大型契約、決定！ 加美杏奈).[6][7]
- Lí do cô vào ngành là cô đã không quan hệ tình dục (sexless) trong thời gian dài với bạn trai 40 tuổi đang sống với cô, và cô đã được gợi ý xem phim khiêu dâm bởi một người bạn và cô đã quan tâm đến ngành khi xem các phim của Hinana Hanon lần đầu.[8] Trước khi vào ngành, cô là nhân viên văn phòng ở một công ti thông thường (phụ trách mảng quan hệ công chúng như sẽ viết ở dưới).[9]
- Tháng 6/2020, cô được chọn làm 1 trong 10 người đẹp khỏa thân được chọn lọc bởi GRAPHIS, và ảnh áo tắm mới chụp của cô được đăng trong tạp chí hàng tuần.[10] Từ cùng năm, cô là người dẫn cho chương trình truyền hình Kamimai của CSTV, và cũng hoạt động trong các chương trình phân phối như "Hadakai Ikkan" và "Furudate ch".
- Tháng 5/2023, cô xếp thứ 34 trong bảng "bầu cử nữ diễn viên phim khiêu dâm SEXY đang hoạt động 2023" của Asahi Geinō.[11]

## Đời tư
- Sở thích và kĩ năng đặc biệt của cô là đọc sách, nấu ăn, tập thể dục nhịp điệu và nhảy múa.[2] Cô đã tập thể dục nhịp điệu từ khi học mầm non đến khi học trung học.[12] Cô có cơ thể mềm mại và tư thế 90 độ của cô được khen ngợi bởi đạo diễn khi quay.[13]
- Cô đã tốt nghiệp khoa nhà tạo mẫu tại một trung tâm luyện thanh ở Takadanobaba.[14] Cô là con thứ hai và có một chị gái và em gái.[14]
- Cô ban đầu muốn trở thành nhà tạo mẫu.[15] Cô bắt đầu làm việc với nghề vũ nữ burlesque có kinh nghiệm nhưng vì lương thấp nên cô phải làm thêm vào buổi đêm.[15] Sau đó, cô là người đại diện mảng quan hệ công chúng cho một công ti quần áo chơi golf[16] trong vòng hai năm.[17] Cô lúc đó nghĩ rằng cô "sẽ trở thành một người nhàm chán nếu tiếp tục làm như thế này", đã nghỉ việc và trở thành nữ diễn viên khiêu dâm.[17]
- Một người bạn của anh rể đã nói cho chị dâu của cô về trang Wikipedia của Kami Anna và từ đó bố mẹ cô đã biết đến công việc này. Họ đã nói rằng "Bố mẹ không thể giúp gì con, nhưng bố mẹ sẽ cố gắng hết sức (để chấp nhận và giúp đỡ)".[17]
- Cô cũng hoạt động rất nhiều trong mảng người dẫn chương trình, nhưng nguồn gốc của danh hiệu "MC Kami Anna" phần lớn là vì cô đã quan sát trực tiếp kĩ năng nói chuyện của Kojima Minami, một đàn chị cùng công ti chủ quản.[18]
- Mục tiêu của cô là tạo nên thương hiệu của riêng mình và bắt đầu kinh doanh quần áo.[15]